# Ojrzeń (Mazovie)
Pour les articles homonymes, voir Ojrzeń.
Ojrzeń (prononciation : [ˈɡrudusk]) est un village polonais de la gmina d'Ojrzeń dans le powiat de Ciechanów de la voïvodie de Mazovie dans le centre-est de la Pologne.
Il est le siège administratif de la gmina (district administratif) appelée gmina d'Ojrzeń.
Il se situe à environ 13 kilomètres au sud-ouest de Ciechanów (siège du powiat) et à 69 kilomètres au nord-ouest de Varsovie (capitale de la Pologne).
Le village possède approximativement une population de 718 habitants en 2021.

## Histoire
De 1975 à 1998, le village appartenait administrativement à la voïvodie de Ciechanów.